# 鷺 (隼型水雷艇)
|          |                                                             |
| 艦歴     |                                                             |
| 計画     | 明治30年度計画                                              |
| 起工     | 1902年10月4日                                               |
| 進水     | 1903年12月21日                                              |
| 就役     | 1904年3月22日                                               |
| 除籍     | 1923年4月1日                                                |
| その後   | 1923年4月1日雑役船編入、曳船兼交通船指定                    |
| 廃船     | 1925年2月14日                                               |
| 売却     | 1926年3月4日                                                |
| 性能諸元 |                                                             |
| 排水量   | 常備：152トン                                               |
| 全長     | 垂線間長：45.00m (147ft 7in 11/16)                          |
| 全幅     | 4.91m (16ft 1in 7/16)                                       |
| 吃水     | 1.45m (4ft 9in 3/32)                                        |
| 機関     | ノルマン式缶2基 直立式3気筒3段膨張レシプロ2基 2軸 4,200馬力 |
| 速力     | 28.5ノット                                                  |
| 航続距離 | 10ノットで2,000海里                                         |
| 燃料     | 石炭：28.5トン（満載）                                      |
| 乗員     | 30名                                                        |
| 兵装     | 4.7cm保式単装軽速射砲3基（推定） 45cm水上旋回式発射管3基    |

鷺（さぎ）は、日本海軍の水雷艇で、隼型水雷艇の11番艇である。同名艇に鴻型水雷艇の「鷺」があるため、こちらは「鷺 (初代)」や「鷺I」などと表記される。

## 艦歴
発注時の艇名は第十二号百二十噸水雷艇。1901年（明治34年）12月18日、鷺と命名。1902年（明治35年）10月4日、呉海軍造船廠で起工。同年10月31日、水雷艇に編入され等級一等となる。1903年（明治36年）12月21日に進水し、1904年（明治37年）3月22日に竣工。
日露戦争では旅順口攻撃に参加。1905年（明治38年）5月27日、日本海海戦に第十五艇隊に所属し夜戦に参加したが、第十艇隊司令艇「第四十三号水雷艇」と衝突し、その艇首を破損させた。
1923年（大正12年）4月1日に除籍され、同日、雑役船に編入となり、曳船兼交通船に指定され横須賀海軍工廠機雷実験部所属となる。1925年（大正14年）2月14日に廃船となり、1926年（大正15年）3月4日に売却。